# 昂热城墙
昂热城墙（法語：fortifications d'Angers）是法国昂热的古城墙，始建于罗马帝国时期，在中世纪进行扩建，19世纪拆除。目前保留的少数遗址在1907年和1927年列为法国历史古迹。

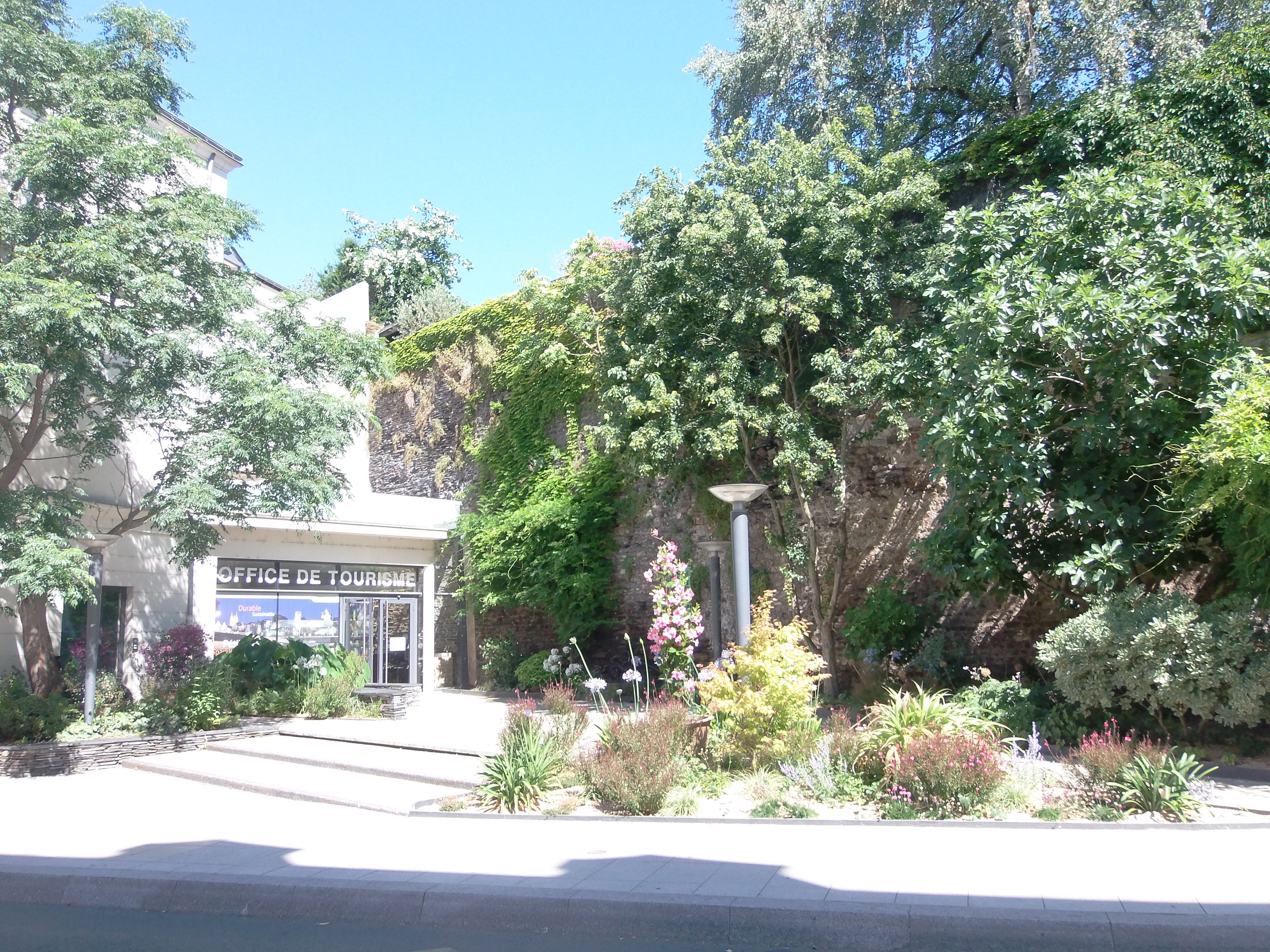
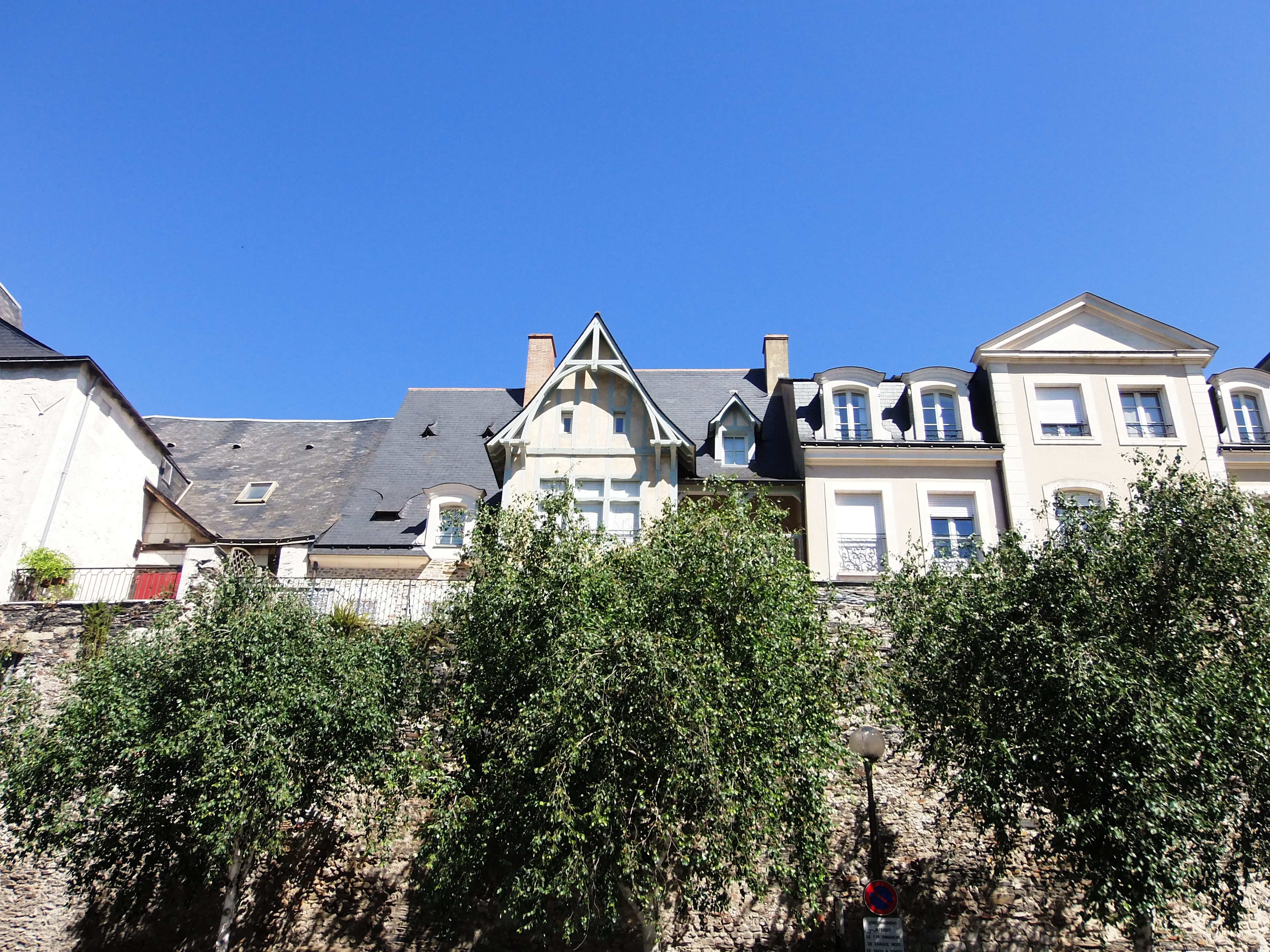
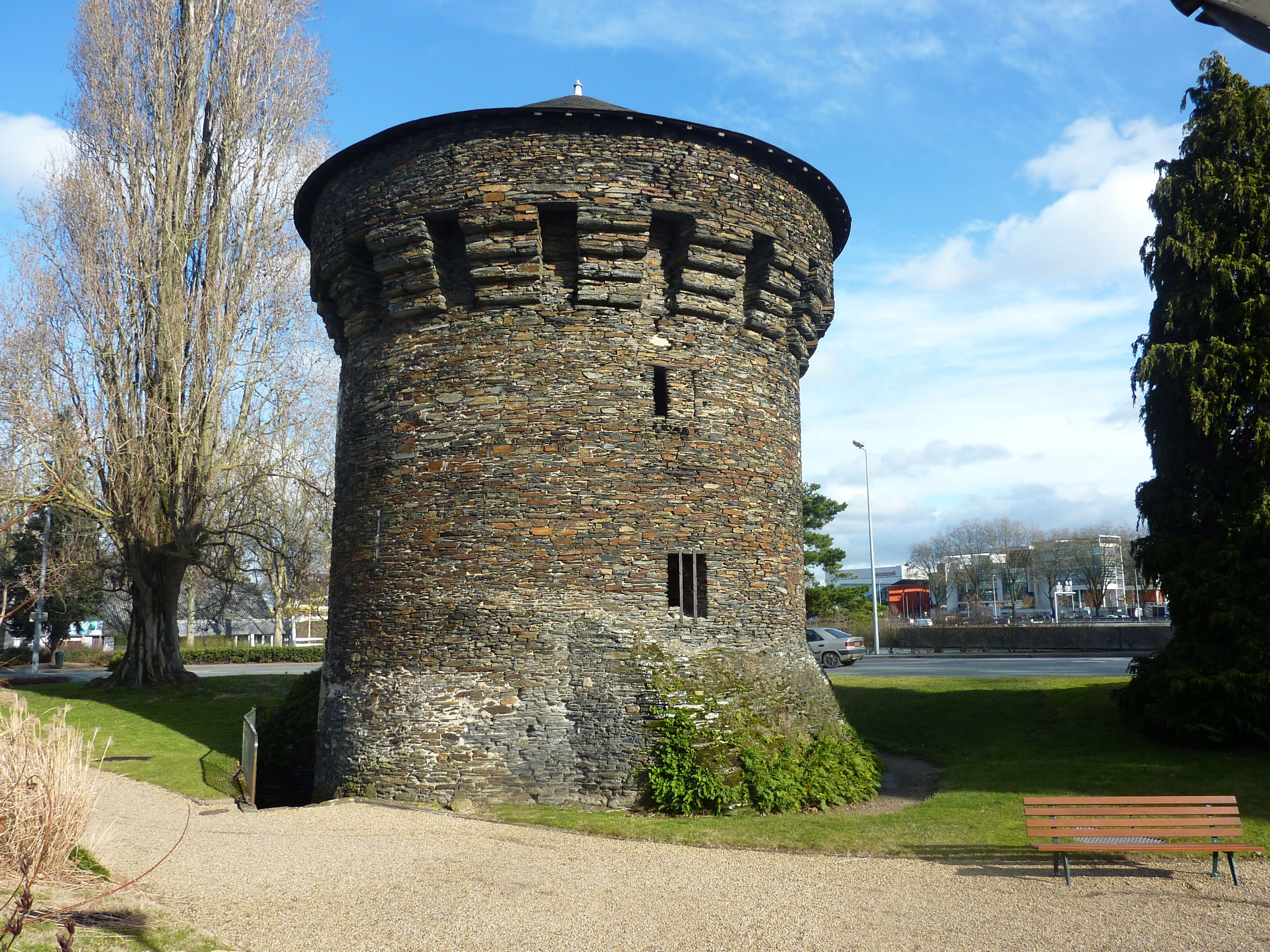
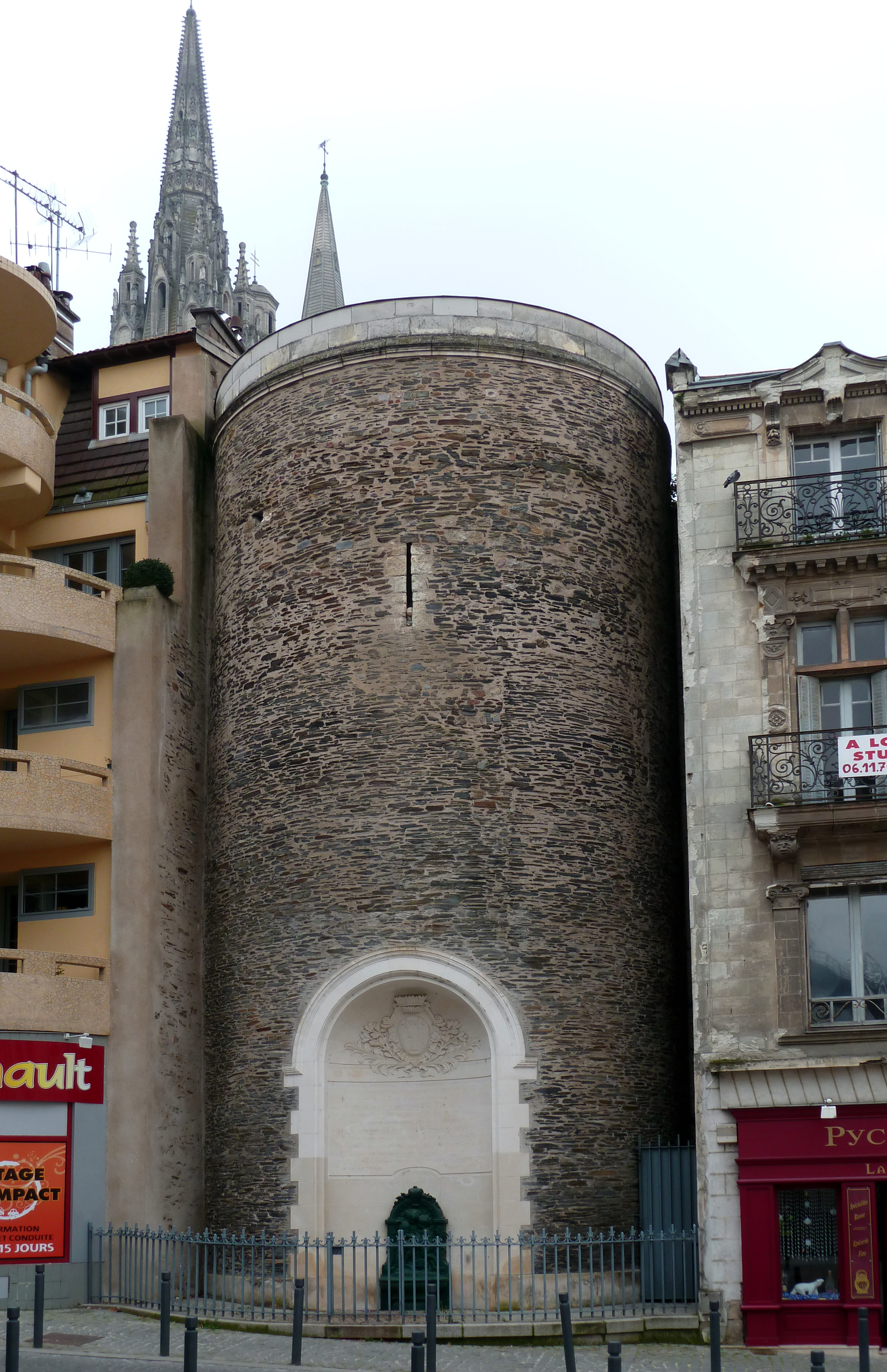
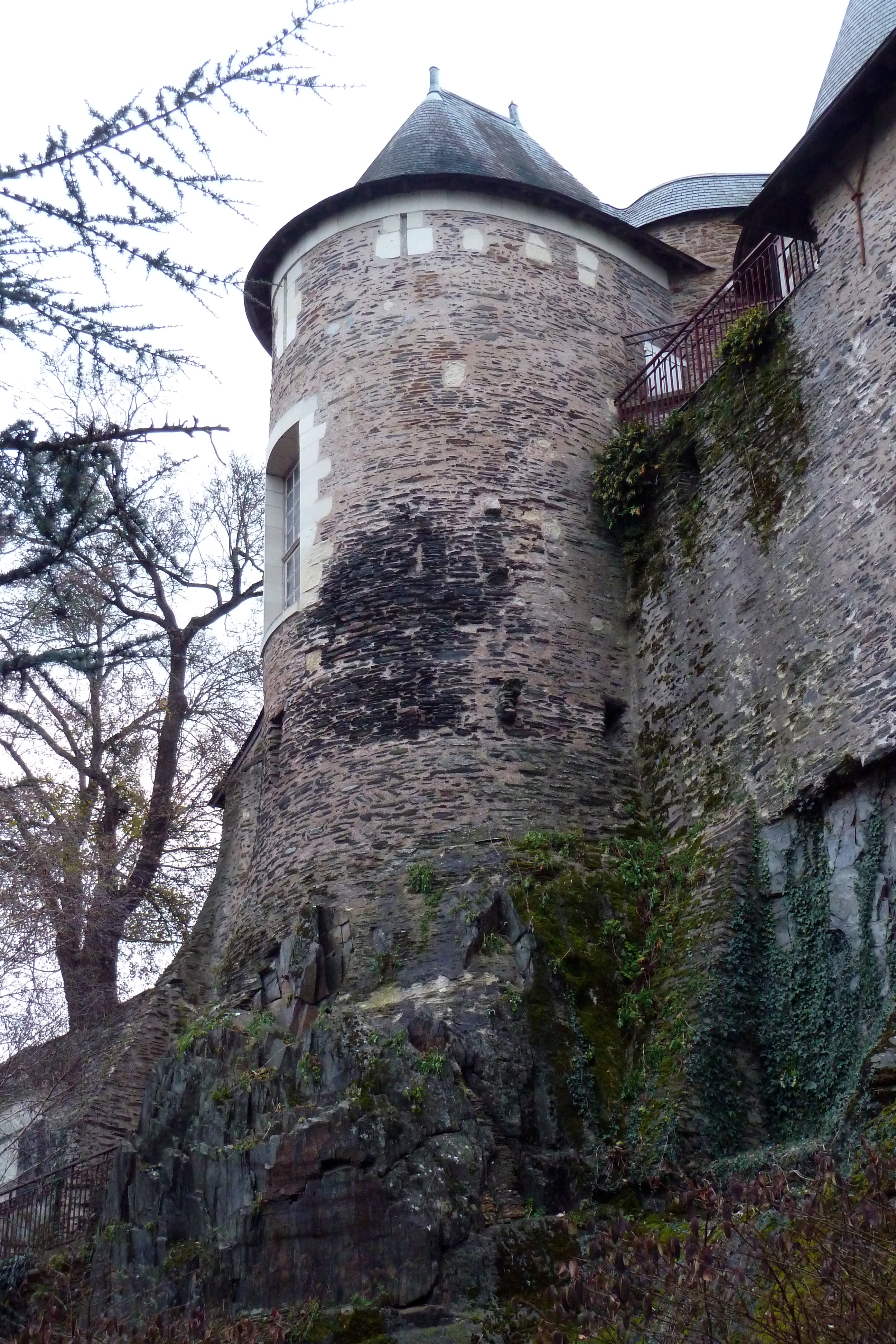